# Sevenum
Sevenum (anhörenⓘ) ist ein Ort und eine ehemalige Gemeinde in der niederländischen Provinz Limburg. Diese bestand aus dem gleichnamigen Hauptort und den beiden Ortsteilen Evertsoord und Kronenberg. Am 1. Januar 2010 wurde sie in die Gemeinde Horst aan de Maas eingegliedert.

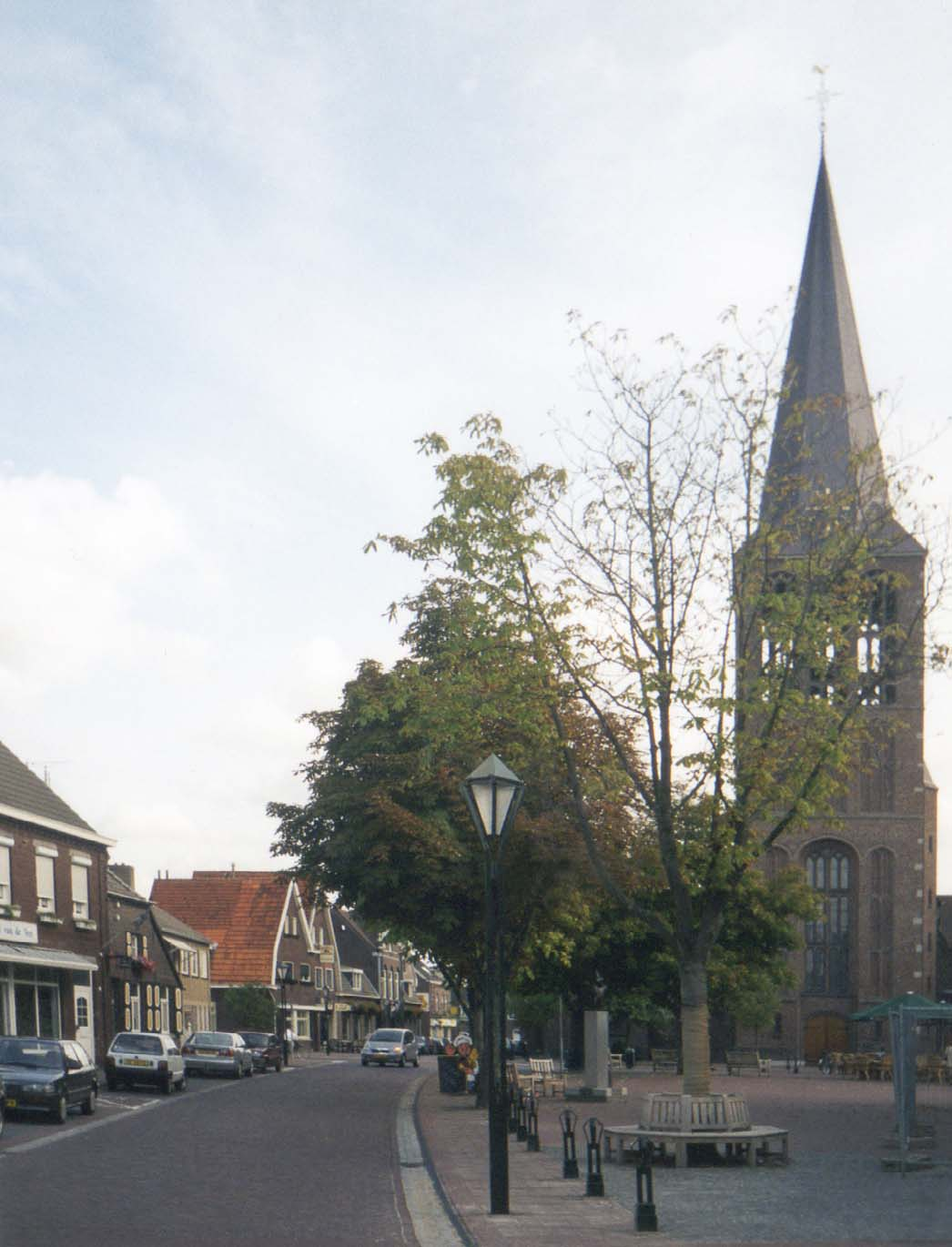
Ortsmitte von Sevenum

## Politik

### Sitzverteilung im Gemeinderat
Bis zur Auflösung der Gemeinde ergab sich seit 1982 folgende Sitzverteilung:
| Partei                          | Sitze | Sitze | Sitze | Sitze | Sitze | Sitze | Sitze |
| Partei                          | 1982  | 1986  | 1990  | 1994  | 1998  | 2002  | 2006  |
| ------------------------------- | ----- | ----- | ----- | ----- | ----- | ----- | ----- |
| Sevenum 2000                    | —     | —     | —     | 4     | 3     | 2     | 5     |
| CDA                             | 8     | 7     | 7     | 5     | 6     | 6     | 5     |
| Progressieve Kombinatie Sevenum | 2     | 4     | 5     | 4     | 4     | 2     | 2     |
| Nieuw Perspectief               | —     | —     | —     | —     | —     | 3     | 1     |
| VVD                             | 2     | 2     | 1     | —     | —     | —     | —     |
| Sevenums Werknemers Belang      | 1     | —     | —     | —     | —     | —     | —     |
| Gesamt                          | 13    | 13    | 13    | 13    | 13    | 13    | 13    |

## Wirtschaft
Die Redcare Pharmacy N.V. (bis 2023 Shop Apotheke Europe) ist eine börsennotierte Versand-Apothekengruppe, bezog 2020 ihren neuen Hauptsitz in Sevenum und zog 2021 mit der gesamten Logistik in das neue, angrenzende Logistikzentrum.
Seit 2001 ist in Sevenum der Freizeitpark Toverland ansässig.

## Persönlichkeiten
- Paul Verhaegh (* 1983), Fußballspieler